# Pavão de Ouro
Grêmio Recreativo Cultural Beneficente Esportista Escola de Samba Pavão de Ouro foi uma escola de samba de Rio Claro. Foi vice-campeã do carnaval da cidade em 2008. Em 2010, desistiu de desfilar, e desde então encontra-se afastada dos desfiles oficiais. 

## Carnavais
| Ano  | Colocação   | Grupo    | Enredo                                                                                                 | Ref               |
| ---- | ----------- | -------- | --- | ----------------- |
| 2007 | 3º lugar    | Especial | Analândia Encanta a Capital da Alegria                                                                 | [ 2 ]             |
| 2008 | Vice-campeã | Especial | Das lendas da história à história, da imaginação ao real. Pavão de Ouro surge com a ópera do Boi-bumbá | [ 3 ] [ 4 ] [ 5 ] |
| 2009 | 3º lugar    | Especial | Sou de Ouro, Sou Pavão, em Busca da Primeira Estrela do meu Pavilhão                                   | [ 6 ]             |